# フェラーリ・166
フェラーリ・166は、イタリアの自動車メーカー、フェラーリが製作した自動車である。

## 166S
フェラーリ・159Sのレース戦績がふるわないため排気量を1,995ccに拡大したモデルで、1948年にフェラーリ166スポルトとしてトリノショーで発表された。ウェーバー（現在はマニエッティ・マレリ傘下）製キャブレター3基を備えている。ギアボックスは5段、最高速度は185km/h。
3台が製作され、1948年クレメンテ・ビオンデッティとジュゼッペ・ナボーネがミッレミリアで総合優勝、1948年イゴール・トルベツコイとクレメンテ・ビオンデッティがタルガ・フローリオで総合優勝、1949年もクレメンテ・ビオンデッティとアルド・ベネデッティが引き続きタルガ・フローリオで連続総合優勝する等華々しい戦績を収めドライバー達にフェラーリの名を広めた。

## 166スパイダー・コルサ
9台が製作された。

## 166F2
フォーミュラマシンで、エンジン出力は155馬力/7,000rpm。

## 166MM
1948年のミッレミリアに優勝したことからそのイニシャルを取って166MMと改名され1948年末から33台または34台が製作された。うち25台がカロッツェリア・トゥーリング製のバルケッタ型である。
シャーシはアウレリオ・ランプレディが設計した。エンジンは125から140馬力。1949年のクレメンテ・ビオンデッティとエットーレ・サラーニがミッレミリアで総合優勝、ルイジ・キネッティとセルスドン男爵ピーター・ミッチェル・トムソンが1949年のル・マン24時間レースで総合優勝している。
市販され、フェラーリが初めて販売した自動車となった。

## インター
1949年ロードユーザー向けに115馬力/6,000rpmのスペックで37台または38台が製作された。ボディは当初カロッツェリア・トゥーリングが製作したが、その後ヴィニャーレ製、スタビリメンティ・ファリーナ（Stabilimenti Farina ）製、カロッツェリア・ギア製などが用意された。

## 166MM/53
1953年に13台が製作され、166MMシリーズIIと呼ばれることもある。エンジンは160馬力/7,200rpmにパワーアップしていた。ミッレミリアの2,000cc以下クラスに参戦している。
ボディーは13台のうち9台をジョヴァンニ・ミケロッティデザインのヴィニャーレ製である。ヘッドライトをボディと一体とし、ブレーキ冷却のためフロント･フェンダーを短くし、リア･フェンダーにブレーキ･ダクトを設けた点等が特徴である。